# Sitzheizung (Sesselbahn)
Die Sitzheizung bei Sesselbahnen dient dem Komfort der Fahrgäste bei tiefen Außentemperaturen. Gegenüber Sitzheizungen in PKW oder an unbewegten Orten sind die Umgebungsbedingungen schwierig (tiefe Umgebungstemperaturen, direkte Nässe durch Regen oder Schneefall, häufiger Nutzerwechsel) als auch die Energieversorgung nur kurzzeitig möglich (bei der Stationsdurchfahrt) oder schwierig zum Anwendungsort zu bringen (entlang des Tragseils während der Fahrt). Zur Sitzbeheizung gibt es verschiedene Verfahren, beispielsweise kann der Sessel während der Stationsdurchfahrt durch eingebaute Heizmatten elektrisch erwärmt werden, oder durch Heizstrahler von oben erwärmt werden. Für Gondeln gibt es Systeme, die bei der Stationsdurchfahrt einen Akku aufladen, der während der Fahrt die Heizung versorgt.

## Geschichte
Bereits vor der Entwicklung der elektrischen Sitzheizung gab es besonders isolierte Sessel und Wetterschutzhauben, um den Fahrtkomfort zu erhöhen. Sehr viel früher wurden den Fahrgästen Decken zur Verfügung gestellt. Zwischenzeitlich werden auch die Kabinen von Gondelbahnen teilweise beheizt.

## Entwicklung

### Geregelte Beheizung
Zum Patent angemeldet wurde die Erfindung der geregelten Beheizung durch Heizmatten während der Stationsdurchfahrt im März 2004 von der österreichischen Firma Innova Patent GmbH.
Am 26. Dezember 2004 wurden in Vorarlberg, Österreich, die ersten fünf kuppelbaren Sesselbahnen mit derart beheizten und gepolsterten Sitzen (Wärmespeicher) offiziell in Betrieb genommen. Die Sitzheizung dieser Art wurde 2004 anlässlich der Messe „Interalpin“ in Innsbruck (Tirol) dem Fachpublikum und der Öffentlichkeit vorgestellt.

### Technik
Die Sitzheizung ist in den Seilbahnsessel integriert. Die Sesselpolster sind jeweils mit einer elektrischen, gegen  Kurzschluss und Feuchtigkeit abgesicherten Heizmatte (Heizwiderstand) bestückt. Die schutzgetrennte Versorgung der Heizmatte mit elektrischer Energie (Schutzkleinspannung) zur Erwärmung der Sitzflächen erfolgt bei der Stationsdurchfahrt der Sessel über Stromschienen und Schleifkontakte in der Station und durch Stromabnehmer am Gehänge der Sessel. Innerhalb von wenigen Sekunden der Stationsdurchfahrt wird die Sitzfläche nach dem Auskuppeln vom Förderseil auf eine Temperatur von über 30 °C erwärmt. Bei der Stationsausfahrt wird die Aufheizphase automatisch beendet. Aufgrund der nur wenige Minuten dauernden Fahrt zwischen den Stationen sei die gespeicherte Wärme für eine Fahrt ausreichend.
Üblich für die Heizmatten ist je Sesselpolster eine Leistung von ca. 520 Watt. Die Heizleistung ist vorab eingestellt und kann von Benutzern der Sesselbahn nicht verändert und auch nicht wahlweise von vornherein abgeschaltet werden. 
Im Fall einer Störung und des Stehenbleibens eines oder mehrerer Sessel im Stationsbereich wird die Sitzheizung über ein Zeitrelais gemäß der vorher definierten maximalen Aufheizdauer abgeschaltet, so dass keine Überhitzung eintreten kann. Ebenfalls wird bei einer vorher definierten Außentemperatur die Heizung deaktiviert (zum Beispiel bei +10 °C).